# 정치적 스펙트럼

좌익-우익 스펙트럼과 권위주의-자유주의 스펙트럼을 표시한 도표

정치적 스펙트럼(Political spectrum)은 여러 가지 정치적 입장의 분포를 나누는 방법 중 하나이다. 정치성향을 사상마다 단편적으로 나누기보다는, 사람마다 어떤 기준이나 척도에 대한 입장이 연속적으로 조금씩 다르다는 점에 집중한 분류 방식이다.
대부분의 오래 지속된 스펙트럼에는 원래 혁명(1789-1799) 이후 프랑스 의회의 좌석 배치를 언급한 사회적, 정치적, 경제적 위계의 척도로서 좌우 차원이 포함되며, 좌파는 급진파, 우파는 귀족이 있다. 공산주의와 사회주의는 일반적으로 국제적으로 좌파로 간주되는 반면 보수주의와 반동주의는 일반적으로 우파로 간주된다. 자유주의는 때때로 좌파(사회적 자유주의)에 있고 다른 때에는 우파(보수적 자유주의 또는 고전적 자유주의)에 속하여 상황에 따라 다른 것을 의미할 수 있다. 중간 전망을 가진 사람들은 때때로 중도파로 분류된다. 기존의 좌우 스펙트럼을 거부하는 정치는 종종 혼합 정치로 알려져 있다. 이러한 형태의 정치는 2축 스펙트럼에 논리적 위치가 있는 입장을 잘못 특성화하는 경향이 있다는 비판을 받아왔다.
정치학자들은 하나의 좌우 축이 너무 단순하고 정치적 신념의 기존 변화를 설명하기에 불충분하다고 자주 언급했으며 이 문제를 보상하기 위해 다른 축을 포함한다. 정반대의 설명 단어는 다를 수 있지만 인기있는 이축 스펙트럼의 축은 일반적으로 경제 문제(좌우 차원)와 사회 문화적 문제(권위-자유 차원)로 나뉜다.

## 용어의 역사적 유래
우파와 좌파라는 용어는 프랑스 혁명 시대 초기인 1789~1799년에 시작된 정치적 소속을 의미하며 원래는 프랑스의 다양한 입법 기관의 좌석 배치를 의미했다. 국회의사당 앞의 의장석에서 보면 오른쪽(전통적으로 명예의 자리)에 귀족이 앉고, 왼쪽에 평민이 앉게 되어 우익정치(右治政治), 좌익정치(左政政治)라 부르게 되었다.
원래 이데올로기적 스펙트럼의 정의 지점은 Ancien Régime("구 질서")이었다. 따라서 "우파"는 귀족이나 왕족의 이익과 교회에 대한 지지를 암시한 반면, "좌파"는 공화주의, 세속주의 및 시민의 자유에 대한 지지를 암시했다. 혁명 초기의 정치적 선거권은 상대적으로 좁았기 때문에 원래의 "좌파"는 원시 공산주의자인 프랑수아-노엘 바뵈프와 같은 주목할만한 예외를 제외하고는 신흥 자본가 계급인 부르주아지의 이익을 주로 대표했다. 자유방임 상업과 자유 시장에 대한 지지는 좌파 정치인들에 의해 표명되었는데, 이는 이것이 귀족보다는 자본가에게 유리한 정책을 나타내었기 때문이다. 그러나 의회 정치 밖에서는 이러한 견해가 종종 우파로 특징지어진다.
이러한 명백한 모순의 이유는 공식적인 의회 구조 외부(예: 프랑스 혁명의 상퀼로트)의 좌파 좌파가 일반적으로 노동계급, 빈농, 실업자의 대부분을 대표한다는 사실에 있다. 프랑스 혁명에서 그들의 정치적 이해관계는 귀족에 반대하는 것이었고, 그래서 그들은 초기 자본가들과 동맹을 맺게 되었다. 그러나 이것이 그들의 경제적 이익이 그들을 정치적으로 대표하는 사람들의 자유방임 정책에 있다는 것을 의미하지는 않았다.
자본주의 경제가 발전함에 따라 귀족의 관련성은 줄어들었고 대부분 자본주의 대표자들로 대체되었다. 자본주의가 확장되면서 노동계급의 규모도 커졌고, 원래 좌파가 표현한 자본주의 정책에 국한되지 않고 노동조합주의, 사회주의, 무정부주의, 공산주의 정치를 통해 부분적으로 표현을 찾기 시작했다. 이러한 진화는 종종 의회 정치인들을 자유방임 경제 정책에서 멀어지게 만들었다. 그러나 이는 국가마다 정도가 다르지만, 특히 소련이나 마오쩌둥 치하의 중국과 같이 권위주의적인 좌파 국가와 문제를 일으킨 역사가 있는 국가에서는 더욱 그렇다.  따라서 미국 정치 용어에서 "좌파"라는 단어는 "자유주의"를 의미하며 민주당과 동일시될 수 있는 반면, 프랑스와 같은 국가에서는 이러한 입장이 상대적으로 더 우익적이거나 더 우익적인 것으로 간주된다. 전반적으로 중도주의자이며, "좌파"는 "자유주의"보다는 "사회주의" 또는 "사회민주주의" 입장을 가리키는 경향이 더 높다.

## 같이 보기
- 정치
- 좌익과 우익